# Сидорко Василь Васильович
Сидорко Василь Васильович (нар. 24 вересня 1994, Калуш, Івано-Франківська область) — актор Львівського академічного драматичного театру імені Лесі Українки, Львівського академічного театру «І люди, і ляльки» та Незалежного театру «Gershom».

## Життєпис
Народився 24 вересня 1994 року у місті Калуш, Івано-франківської області. В 2001 році пішов до ЗОШ №7 в м. Калуші, а згодом перевівся до Калуської ЗОШ № 10 і закінчив її в 2012 році. В садочку і молодших класах школи був здібний до читання і різних наук. Вже в старших класах бажання пізнавати науку відпало і Василь стає активним в мистецькому житті. Брав участь у різних концертах, найбільше активним був у КВК. Паралельно займався народними танцями. В 11 класі почав відвідувати міський аматорський театр, де зіграв одну виставу – «Бойків світ» Ігоря Липовського. По закінченню школи вступив у Львівський національний університет імені Івана Франка, спеціальність «Актор театру та кіно» (курс Олега Стефана). З 2016 року працює актором драми у Львівському академічному драматичному театрі імені Лесі Українки та з 2017 року актор Львівського академічного театру естрадних мініатюр «І Люди, і Ляльки».

## Акторські роботи в театрі
Львівський академічний драматичний театр імені Лесі Українки
- 2015 — «Великий льох»; реж. Євген Худзик
- 2015 — День перший, оповідка друга — День третій, оповідка перша — День четвертий, оповідка дев’ята — День сьомий, оповідка перша — День сьомий, оповідка друга — День дев’ятий, оповідка шоста, «Декамерон» (реж. Євген Худзик)
- 2016 — Месія, Старий, Преторіанець, Слуга, сторітелінг «Одержима» (реж. Павло Ар`є)
- 2016 — Солдат, трагікомедія «Слава героям» (реж. з.д.м. України Олексій Кравчук)
- 2017 — Вовчик, драма «Баба Пріся» (реж. з.д.м. України Олексій Кравчук)
- 2017 — Дерево, житель міста, сімейний мюзикл «Зачарована принцеса» (реж. Олена Сєрова-Бондар)
- 2017 — Лікар, вистава-дослідження за мотивами драми «Блакитна троянда» Лесі Українки «Любов)» (реж. Артем Вусик)
- 2017 — Калігула, пауза між нотами за п`єсою Альбера Камю «Калігула» (реж. з.д.м. України Олексій Кравчук)
- 2017 — Клерк Боб Кретчит, вистава для всієї родини «Різдвяна історія» (реж. Олена Апчел)
- 2020 — «Філоктет. Античний рейв» за п'єсами Софокла та Гайнера Мюллера; реж. Дмитро Захоженко — Ерос[2]

Львівський академічний театр «І люди, і ляльки»
Незалежний театр «Gershom»

## Участь у фестивалях та проектах
- 2013 — документальна вистава про сучасну систему освіти в Україні «Диплом» (реж. Сашко Брама)
- 2013 — сценічне читання п’єси «Відвідредаговане чорне» Марії Вакули в рамках IV Фестивалю сучасної драматургії «Драма.UA» (реж. Антон Романов)
- 2013 — сценічне читання п’єси «Стан Землі» Віри Маковій (проект здійснено в рамках існування драматургічно-режисерської лабораторії «Діалог» при театрі імені Леся Курбаса)
- 2013 — сценічний перформенс «iDream» за мотивами реальної історії музиканта FreddyMarxStreet (реж. Сашко Брама; проект здійснено в рамках існування драматургічно-режисерської лабораторії «Діалог» при театрі імені Леся Курбаса)
- 2013 — участь у Фестивалі театрального мистецтва «Мрій-дім» (Прилуки, Україна)
- 2014 — сценічне читання п’єси «Дощ у Нойкельні» Пауля Бродовскі в рамках 21-го Форуму видавців у Львові (реж. Олег Онещак)
- 2014 — участь у фестивалі театрального мистецтва «Мрій-дім» (Прилуки, Україна)
- 2015 — участь у фестивалі театрального мистецтва «Мрій-дім» (Прилуки, Україна)
- 2016 — Вертеп та вистава «Сніг у Флоренції» (Флоренція, Італія)
- 2016 — пластична феєрія «Бібліа» в рамках міжнародного фестивалю «Різдвяні лялькові історії» у Львові (реж. Євген Худзик)
- 2016 — алегорія про глобальну міграцію «Гершом: чужинець на чужині» в рамках проекту «Театральний Цех» (реж. Сет Баумрін)

## Нагороди та визнання
- 2021 — IV Всеукраїнський театральний фестиваль-премія «GRA» (м. Київ) — лауреат у номінації «Найкраща чоловічу роль» за роль Ероса у виставі «Філоктет. Античний рейв»[3][4]